# 383 Madison Avenue
383 Madison Avenue (anteriormente conhecido como Bear Stearns Building) é um arranha-céu, actualmente é o 148º arranha-céu mais alto do mundo, com 230 metros (755 ft). Edificado na cidade de Nova Iorque, Estados Unidos, foi concluído em 2001 com 47 andares.